# Tavia instruens
Tavia instruens là một loài bướm đêm trong họ Noctuidae.